# Rivière Opémisca
Rivière Opémisca är ett vattendrag i Kanada.   Det ligger i provinsen Québec, i den östra delen av landet, 500 km norr om huvudstaden Ottawa. Rivière Opémisca ligger vid sjön Lac Opémisca.
I omgivningarna runt Rivière Opémisca växer i huvudsak blandskog. Runt Rivière Opémisca är det mycket glesbefolkat, med 2 invånare per kvadratkilometer.